# 中巴賓
49°3′44″N 24°30′1″E / 49.06222°N 24.50028°E
中邁丹（烏克蘭語：Середній Бабин），是烏克蘭的村落，位於該國西部伊萬諾-弗蘭科夫斯克州，由納德沃爾納亞區負責管轄，始建於1679年，面積26.4平方公里，2021年人口481，人口密度每平方公里33.1人。